# 3 mm
Questo elenco raccoglie le cartucce il cui calibro è incluso tra i 3 ed i 4 mm.

## .118 in / 3 mm auto
| Nome         | Pallottola    | Lunghezza     | Collarino     | Base          | Spalla      | Colletto      | Totale        |
| ------------ | ------------- | ------------- | ------------- | ------------- | ----------- | ------------- | ------------- |
| 3 mm Kolibri | 3,048 (0,120) | 8,128 (0,320) | 3,810 (0,150) | 3,810 (0,150) | N/A         | 3,810 (0,150) | 10,92 (0,430) |
| 3 mm US      | 3,048 (0,120) | 47 (1,85)     | 10 (.393)     | 10 (.393)     | 9,3 (0,366) | 4 (0,157)     | 55 (2,16)     |